# Futbol'nyj Klub Dnipro 2011-2012
Questa voce raccoglie le informazioni riguardanti il Futbol'nyj Klub Dnipro nelle competizioni ufficiali della stagione 2011-2012.

## Stagione
Eliminata immediatamente dall'Europa League (turno di play-off contro il Fulham), il Dnipro non ebbe miglior sorte nella Coppa nazionale dove, dopo aver superato il Tytan nei sedicesimi, fu eliminato dal Volyn' negli ottavi.
In campionato confermò il 4º posto della stagione precedente, ottenendo una nuova qualificazione in Europa League.

## Rosa
| N. |                    | Ruolo | Calciatore         |
| -- | ------------------ | ----- | ------------------ |
| 2  | Ghana (bandiera)   | D     | Samuel Inkoom      |
| 4  | Ucraina (bandiera) | C     | Serhij Kravčenko   |
| 5  | Ucraina (bandiera) | C     | Vitalij Mandzjuk   |
| 7  | Ucraina (bandiera) | D     | Denys Kulakov      |
| 8  | Brasile (bandiera) | C     | Giuliano           |
| 9  | Croazia (bandiera) | A     | Nikola Kalinic     |
| 10 | Ucraina (bandiera) | C     | Jevhen Konopljanka |
| 11 | Ucraina (bandiera) | C     | Denys Olijnyk      |
| 14 | Ucraina (bandiera) | D     | Jevhen Čeberjačko  |
| 16 | Ucraina (bandiera) | D     | Andrij Rusol       |
| 17 | Croazia (bandiera) | D     | Ivan Strinić       |
| 18 | Ucraina (bandiera) | A     | Roman Zozulja      |
| 19 | Russia (bandiera)  | D     | Vitalij Denisov    |
| 20 | Ghana (bandiera)   | C     | Derek Boateng      |

| N. |                      | Ruolo | Calciatore         |
| -- | -------------------- | ----- | ------------------ |
| 21 | Brasile (bandiera)   | D     | Eduardo Alcides    |
| 22 | Ucraina (bandiera)   | D     | Oleksandr Hladkyj  |
| 24 | Ucraina (bandiera)   | D     | Pavlo Pašajev      |
| 25 | Rep. Ceca (bandiera) | C     | Mario Holek        |
| 27 | Rep. Ceca (bandiera) | P     | Jan Laštůvka       |
| 28 | Rep. Ceca (bandiera) | D     | Ondřej Mazuch      |
| 29 | Ucraina (bandiera)   | C     | Ruslan Rotan       |
| 30 | Ucraina (bandiera)   | C     | Jevhen Šachov      |
| 32 | Ucraina (bandiera)   | P     | Anton Kanibolockyj |
| 36 | Ucraina (bandiera)   | C     | Ruslan Babenko     |
| 69 | Ucraina (bandiera)   | A     | Oleksij Antonov    |
| 88 | Ucraina (bandiera)   | C     | Dmytro L'opa       |
| 89 | Ucraina (bandiera)   | P     | Denys Selikhov     |
| 99 | Brasile (bandiera)   | A     | Matheus            |

## Risultati

### Prem"jer-liha
| Arbitro: | Dmytro Zhukov (Donec'k) |

|                                  |           |                              |
| Mazilu 17’, 39’ Rotan 73’ (aut.) | Marcatori | 53’ Matheus 55’, 89’ Antonov |

| Arbitro: | Andriy Shandor (Leopoli) |

|  |           |                     |
|  | Marcatori | 50’, 90'+4’ Antonov |

| Arbitro: | Dmytro Kutakov (Brovary) |

|             |           |                             |
| Matheus 89’ | Marcatori | 84’, 90'+4’ Maicon Oliveira |

| Arbitro: | Yuri Moseychuk (Chernivtsi) |

|                                 |           |  |
| Čeberjačko 45’, 49’ Oliynyk 60’ | Marcatori |  |

| Arbitro: | Yuri Mozharovsky (Leopoli) |

|                 |           |              |
| Burdujan 90'+2’ | Marcatori | 43’ Giuliano |

| Arbitro: | Anatolij Abdula (Charkiv) |

|             |           |                                               |
| Kalinic 81’ | Marcatori | 6’ Luiz Adriano 45'+1’ Jádson 59’ Fernandinho |

| Poltava 21 agosto 2011, ore 16:00 7ª giornata | Vorskla                  | 0 – 0 referto | Dnipro | Stadio Vorskla (7.850 spett.)\| Arbitro: \| Andriy Shandor (Leopoli) \| |
| Arbitro:                                      | Andriy Shandor (Leopoli) |               |        |                                                                         |

| Arbitro: | Yuri Vaks (Simferopoli) |

|  |           |                                               |
|  | Marcatori | 24’ Popov 25’ Mileŭski 45'+2’, 70’ Yarmolenko |

| Arbitro: | Sergiy Boyko |

|                             |           |  |
| Khomchenovsky 45’ Bilyi 84’ | Marcatori |  |

| Arbitro: | Dmytro Kutakov (Brovary) |

|                             |           |             |
| Matheus 62’ Konoplyanka 72’ | Marcatori | 24’ Adeleye |

| Arbitro: | Oleksandr Derdo (Ilichivsk) |

|            |           |  |
| Taison 87’ | Marcatori |  |

| Arbitro: | Andriy Shandor (Leopoli) |

|                                                   |           |                |
| Konoplyanka 38’, 57’ Kalinic 44’, 62’ Matheus 65’ | Marcatori | 25’ Targamadze |

| Arbitro: | Oleksandr Ivanov (Makiivka) |

|             |           |                                       |
| Plastun 51’ | Marcatori | 63’ Konoplyanka 13’, 23’, 86’ Oliynyk |

| Arbitro: | Anatoli Zhabchenko (Simferopoli) |

|             |           |  |
| Matheus 73’ | Marcatori |  |

| Arbitro: | Oleg Derevinsky (Kiev) |

|  |           |                           |
|  | Marcatori | 3’ Kalinic 82’ Kravchenko |

| Arbitro: | Andriy Shandor (Leopoli) |

|             |           |  |
| Kalinic 72’ | Marcatori |  |

| Arbitro: | Yuri Moseychuk (Chernivtsi) |

|  |           |                          |
|  | Marcatori | 21’ Lysenko 30’ Jeslinek |

| Arbitro: | Yuri Mozharovsky (Leopoli) |

|           |           |         |
| Ramon 47’ | Marcatori | Kalinic |

| Arbitro: | Igor Ishchenko (Kiev) |

|                         |           |                       |
| Fomin Kožanov Jarošenko | Marcatori | 57’ Rotan 74’ Kalinic |

| Arbitro: | Oleg Derevinsky (Kiev) |

|             |           |  |
| Kalinic 22’ | Marcatori |  |

| Arbitro: | Viktor Shvetsov (Odessa) |

|                |           |             |
| Mkhitaryan 40’ | Marcatori | 30’ Matheus |

| Arbitro: | Dmytro Zhukov (Donec'k) |

|                |           |            |
| Kravchenko 50’ | Marcatori | 77’ Januzi |

| Arbitro: | Anatolij Abdula (Charkiv) |

|                        |           |  |
| Aliev 67’ Mileŭski 83’ | Marcatori |  |

| Arbitro: | Yuri Moseychuk (Chernivtsi) |

|                                                  |           |             |
| Rotan 45’ Ignjatijević 71’ (aut.) Oliynyk 90'+5’ | Marcatori | 83’ Galyuza |

| Arbitro: | Sergiy Boyko |

|  |           |                         |
|  | Marcatori | 11’ Zozulya 77’ Boateng |

| Arbitro: | Yuri Mozharovsky (Leopoli) |

|                       |           |                    |
| Matheus 58’ Rotan 85’ | Marcatori | 31’ Sosa 59’ Devic |

| Arbitro: | Anatoli Zhabchenko (Simferopoli) |

|           |           |                                                                       |
| Genev 23’ | Marcatori | 55’ (rig.), 90'+1’ Konoplyanka 72’ Strinić 90’ Oliynyk 90'+2’ Boateng |

| Arbitro: | Kostjantyn Truchanov (Charkiv) |

|                             |           |                            |
| Konoplyanka 67’, 79’ (rig.) | Marcatori | 55’ Baranec' 90'+3’ Gursky |

| Arbitro: | Sergiy Boyko |

|  |           |                             |
|  | Marcatori | 8’, 69’ Zozulya 41’ Kalinic |

| Arbitro: | Viktor Shvetsov (Odessa) |

|                         |           |  |
| Strinic 68’ Oliynyk 87’ | Marcatori |  |

### Kubok Ukraïny
| Arbitro: | Gennadi Makhno (Kirovograd) |

|  |           |             |
|  | Marcatori | 69’ Matheus |

| Arbitro: | Sergiy Lisenchuk (Kiev) |

|                                  |           |                                    |
| Goeber 17’ Sharpar 82’ Ramon 92’ | Marcatori | 36’ (rig.) Konoplyanka 38’ Zozulya |

### Europa League

#### Play-off
| Arbitro: | Kralovec |

|                            |           |  |
| Hughes 38’ Dempsey 43’ 49’ | Marcatori |  |

| Arbitro: | Harald Hagen |

|             |           |  |
| Shakhov 22’ | Marcatori |  |

## Statistiche

### Statistiche di squadra
| Competizione       | Punti | In casa | In casa | In casa | In casa | In casa | In casa | In trasferta | In trasferta | In trasferta | In trasferta | In trasferta | In trasferta | Totale | Totale | Totale | Totale | Totale | Totale |
| Competizione       | Punti | G       | V       | N       | P       | Gf      | Gs      | G            | V            | N            | P            | Gf           | Gs           | G      | V      | N      | P      | Gf     | Gs     |
| ------------------ | ----- | ------- | ------- | ------- | ------- | ------- | ------- | ------------ | ------------ | ------------ | ------------ | ------------ | ------------ | ------ | ------ | ------ | ------ | ------ | ------ |
| Prem"jer-liha      | 52    | 15      | 8       | 3       | 4       | 28      | 18      | 15           | 7            | 4            | 4            | 27           | 16           | 30     | 15     | 7      | 8      | 52     | 35     |
| Kubok Ukraïny      | -     | 0       | 0       | 0       | 0       | 0       | 0       | 2            | 1            | 0            | 1            | 3            | 3            | 2      | 1      | 0      | 1      | 3      | 3      |
| UEFA Europa League | -     | 1       | 1       | 0       | 0       | 1       | 0       | 1            | 0            | 0            | 1            | 0            | 3            | 2      | 1      | 0      | 1      | 1      | 3      |
| Totale             | -     | 16      | 9       | 3       | 4       | 29      | 18      | 18           | 8            | 3            | 7            | 28           | 25           | 34     | 17     | 7      | 10     | 56     | 41     |

### Statistiche dei giocatori
| Giocatore       | Prem"jer-liha | Prem"jer-liha | Prem"jer-liha | Prem"jer-liha | Coppa d'Ucraina | Coppa d'Ucraina | Coppa d'Ucraina | Coppa d'Ucraina | UEFA Europa League | UEFA Europa League | UEFA Europa League | UEFA Europa League | Totale   | Totale | Totale      | Totale     |
| Giocatore       | Presenze      | Reti          | Ammonizioni   | Espulsioni    | Presenze        | Reti            | Ammonizioni     | Espulsioni      | Presenze           | Reti               | Ammonizioni        | Espulsioni         | Presenze | Reti   | Ammonizioni | Espulsioni |
| --------------- | ------------- | ------------- | ------------- | ------------- | --------------- | --------------- | --------------- | --------------- | ------------------ | ------------------ | ------------------ | ------------------ | -------- | ------ | ----------- | ---------- |
| O. Antonov      | 17            | 5             | 0             | 1             | 0               | 0               | 0               | 0               | 1                  | 0                  | 0                  | 0                  | 18       | 5      | 0           | 1          |
| R. Babenko      | 5             | 0             | 0             | 0             | 0               | 0               | 0               | 0               | 0                  | 0                  | 0                  | 0                  | 5        | 0      | 0           | 0          |
| D. Boateng      | 21            | 2             | 1             | 6             | 2               | 0               | 0               | 1               | 0                  | 0                  | 0                  | 0                  | 23       | 2      | 1           | 7          |
| J. Čeberjačko   | 28            | 2             | 0             | 4             | 1               | 0               | 0               | 0               | 2                  | 0                  | 0                  | 0                  | 31       | 2      | 0           | 4          |
| V. Denisov      | 16            | 0             | 1             | 4             | 2               | 0               | 0               | 0               | 2                  | 0                  | 0                  | 0                  | 20       | 0      | 1           | 4          |
| Giuliano        | 24            | 1             | 0             | 1             | 1               | 0               | 0               | 0               | 2                  | 0                  | 0                  | 0                  | 27       | 1      | 0           | 1          |
| O. Gladky       | 12            | 3             | 0             | 3             | 0               | 0               | 0               | 0               | 0                  | 0                  | 0                  | 0                  | 12       | 3      | 0           | 3          |
| M. Holek        | 1             | 0             | 0             | 0             | 0               | 0               | 0               | 0               | 0                  | 0                  | 0                  | 0                  | 1        | 0      | 0           | 0          |
| S. Inkoom       | 16            | 0             | 1             | 3             | 1               | 0               | 0               | 1               | 1                  | 0                  | 0                  | 0                  | 18       | 0      | 1           | 4          |
| N. Kalinić      | 19            | 10            | 1             | 4             | 0               | 0               | 0               | 2               | 0                  | 0                  | 0                  | 0                  | 19       | 10     | 1           | 6          |
| A. Kanibolockyj | 4             | -5            | 0             | 0             | 0               | 0               | 0               | 0               | 0                  | 0                  | 0                  | 0                  | 4        | -5     | 0           | 0          |
| J. Konopljanka  | 28            | 8             | 0             | 5             | 2               | 1               | 0               | 1               | 2                  | 0                  | 0                  | 0                  | 32       | 9      | 0           | 6          |
| S. Kravcenko    | 26            | 2             | 0             | 9             | 2               | 0               | 0               | 0               | 2                  | 0                  | 0                  | 0                  | 30       | 2      | 0           | 9          |
| D. Kulakov      | 20            | 0             | 0             | 3             | 1               | 0               | 0               | 1               | 1                  | 0                  | 0                  | 0                  | 22       | 0      | 0           | 4          |
| J. Laštůvka     | 27            | -30           | 0             | 3             | 2               | -3              | 0               | 0               | 2                  | -3                 | 0                  | 0                  | 31       | -36    | 0           | 3          |
| D. L'opa        | 10            | 0             | 0             | 6             | 0               | 0               | 0               | 0               | 0                  | 0                  | 0                  | 0                  | 10       | 0      | 0           | 6          |
| V. Mandzjuk     | 26            | 0             | 2             | 3             | 2               | 0               | 0               | 1               | 2                  | 0                  | 0                  | 0                  | 30       | 0      | 2           | 4          |
| Matheus         | 23            | 7             | 0             | 4             | 1               | 1               | 0               | 0               | 0                  | 0                  | 0                  | 0                  | 24       | 8      | 0           | 4          |
| O. Mazuch       | 10            | 0             | 0             | 3             | 0               | 0               | 0               | 0               | 0                  | 0                  | 0                  | 0                  | 10       | 0      | 0           | 3          |
| D. Oliynyk      | 24            | 7             | 0             | 4             | 2               | 0               | 0               | 0               | 1                  | 0                  | 0                  | 1                  | 27       | 7      | 0           | 5          |
| R. Rotan        | 23            | 3             | 1             | 10            | 2               | 0               | 0               | 2               | 2                  | 0                  | 0                  | 0                  | 27       | 3      | 1           | 12         |
| A. Rusol        | 2             | 0             | 0             | 0             | 0               | 0               | 0               | 0               | 0                  | 0                  | 0                  | 0                  | 2        | 0      | 0           | 0          |
| J. Šachov       | 17            | 0             | 0             | 1             | 1               | 0               | 0               | 0               | 1                  | 1                  | 0                  | 0                  | 19       | 1      | 0           | 1          |
| I. Strinić      | 24            | 2             | 3             | 5             | 2               | 0               | 0               | 0               | 1                  | 0                  | 0                  | 0                  | 27       | 2      | 3           | 5          |
| R. Zozulja      | 15            | 3             | 0             | 3             | 2               | 1               | 1               | 0               | 1                  | 0                  | 0                  | 0                  | 18       | 4      | 1           | 3          |